# Bulnesia
Bulnesia, biljni rod iz porodice dvoliskovica smješten u potporodicu Larreoideae. Rodu pripada nekoliko vrsta drveća iz Južne Amerike.
Neke vrste iz ovog roda izdvojene su u rod Plectrocarpa, poimence Bulnesia arborea (Plectrocarpa arborea), Bulnesia sarmientoi (Plectrocarpa sarmientoi)

## Vrste
1. Bulnesia chilensis Gay
2. Bulnesia foliosa Griseb.
3. Bulnesia retama (Gillies ex Hook. & Arn.) Griseb.
4. Bulnesia rivas-martinezii G.Navarro
5. Bulnesia schichendanzii Hieron. ex Griseb.

## Sinonimi
- Gonoptera Turcz.